# 主观期望效用
在决策理论中，主观期望效用（英文：subjective expected utility）衡量了在存在风险的情况下，经济机会对决策者的吸引力。1954年，L. J. Savage基于拉姆齐和冯·诺依曼的研究成果，提出并公理化了主观期望效用理论，以此来描述决策者的行为。主观期望效用理论结合了两个主观因素：效用函数和主观概率分布（通常基于贝叶斯概率）。
萨维奇证明，如果决策者遵循理性公理，认为一个不确定事件可能出现的结果为{\displaystyle \{x_{i}\}}，每个结果的效用为{\displaystyle u(x_{i})}，那么，人们的选择可以用效用函数与其主观信念所解释，也就是说，如果决策者认为每个结果出现的概率为{\displaystyle p(x_{i})}，主观期望效用为效用的期望值
{\displaystyle \mathbb {E} [u(X)]=\sum _{i}\;u(x_{i})\;p(x_{i}).}
人们依据主观期望效用的大小做出决策。不同的人可能会做出不同的决定，因为他们的效用函数不同，或对同一结果出现的主观概率不同。
萨维奇认为决策的凸组合不会改变偏好。也就是说，如果一个人相比y更喜欢x，相比t更喜欢s，那么对于任意{\displaystyle 0<\lambda <1}，此人会相比{\displaystyle \lambda y+(1-\lambda )t}，更喜欢{\displaystyle \lambda x+(1-\lambda )s}。
实验表明，许多人的行为并不符合萨维奇的主观期望效用公理，其中最著名的悖论有阿莱悖论（1953 年） 和艾尔斯伯格悖论（1961 年） 。